# وستون کولویل
وستون کولویل (به انگلیسی: Weston Colville) یک روستا و محله مدنی در بریتانیا است که در کمبریج‌شر جنوبی واقع شده‌است. وستون کولویل ۴۲۴ نفر جمعیت دارد.